# 704
704(칠백사)는 703보다 크고 705보다 작은 자연수다.

## 수학
- 합성수로, 그 약수는 총 14개다. (1, 2, 4, 8, 11, 16, 22, 32, 44, 64, 88, 176, 352, 704)
  - 704의 진약수의 합은 820이므로, 704는 과잉수다.

## 과학·기술
- NGC 704(영어판): 안드로메다자리 방향에 있는 렌즈형은하.
- 704 인테람니아: 소행성.
- IBM 704: IBM의 디지털 메인프레임 컴퓨터.
- NFPA 704: 응급 상황에서 위험 물질에 대해 신속한 대응을 하기 위한 규격.

## 교통
- 현도 제704호선

## 군사
- 704 해군 항공대(영어판): 과거 존재한 영국의 해군 항공대.
- C-704(영어판): 중국의 대함 미사일.
- U-704(영어판): 제2차 세계 대전에 사용된 나치 독일의 군용 잠수함.

## 문화유산
- 대한민국의 보물 제704호: 장승법수

## 기타
- 날짜: 7월 4일
- 연도: 704년, 기원전 704년